# Giulia Collavo
Giulia Collavo (* 22. Dezember 1991) ist eine italienische Biathletin.
Giulia Collavo bestritt ihre ersten internationalen Rennen im Rahmen der Juniorenweltmeisterschaften 2010 in Torsby. Dort wurde sie 31. des Einzels, 23. des Sprints, 25. der Verfolgung und mit Nicole Gontier und Alexia Runggaldier Staffel-Neunte. Ein Jahr später bestritt sie zunächst die Juniorinnenrennen der Europameisterschaften in Ridnaun, wo sie 44. des Sprint und im Verfolgungsrennen überrundet wurde sowie im Einzel hinter Olga Galich und Enora Latuillière die Bronzemedaille gewann. Es folgten die Juniorenweltmeisterschaften 2012 in Kontiolahti. Collavo gewann mit Gontier und Runggaldier im Staffelrennen hinter den Norwegerinnen und vor der Ukraine die Silbermedaille, wurde 37. des Einzels, 32. des Sprints und 33. des Verfolgungsrennens.
Zum Auftakt der Saison 2012/13 gab Collavo in Idre ihr Debüt im IBU-Cup der Frauen und verpasste als 77. und 51. in zwei Sprintrennen noch die Punkteränge. Diese erreichte sie im weiteren Saisonverlauf als 24. eines Sprints und 31. der anschließenden Verfolgung in Martell. Der 24. Rang im Sprint bist bislang ihre beste Platzierung in der Rennserie. Erste internationale Meisterschaft bei den Frauen wurden die Europameisterschaften in Bansko, bei denen Collavo 24. des Einzels und 39. des Sprintrennens wurde.